# 聖馬利諾國家奧林匹克委員會
聖馬力諾國家奧林匹克委員會（義大利語：Comitato Olimpico Nazionale Sammarinese）是聖馬力諾的國家奧林匹克委員會。該組織成立於1959年，是國家奧林匹克委員會和歐洲奧林匹克委員會。1960年，首次派員參加在意大利羅馬舉行的夏季奧運會。
現時，聖馬力諾國家奧林匹克委員會的總部設在塞拉瓦萊，主席是Gian Primo Giardi。

## 資料來源
1. ↑  .   [2014-06-24]. （原始内容存档于2008-11-20）.